# Rioja (kommunhuvudort i Spanien, Andalusien, Provincia de Almería, lat 36,95, long -2,46)
Rioja är en kommunhuvudort i Spanien.   Den ligger i provinsen Provincia de Almería och regionen Andalusien, i den södra delen av landet, 400 km söder om huvudstaden Madrid. Rioja ligger 133 meter över havet och antalet invånare är 1 331.
Terrängen runt Rioja är varierad. Rioja ligger nere i en dal. Runt Rioja är det tätbefolkat, med 530 invånare per kvadratkilometer. Närmaste större samhälle är Almería, 11,9 km söder om Rioja. Omgivningarna runt Rioja är i huvudsak ett öppet busklandskap.